# 1794 Finsen
1794 Finsen (1970 GA) là một tiểu hành tinh vành đai chính được phát hiện ngày 7 tháng 4 năm 1970 bởi Bruwer, J. A. ở Hartbeespoort.